# Athlon

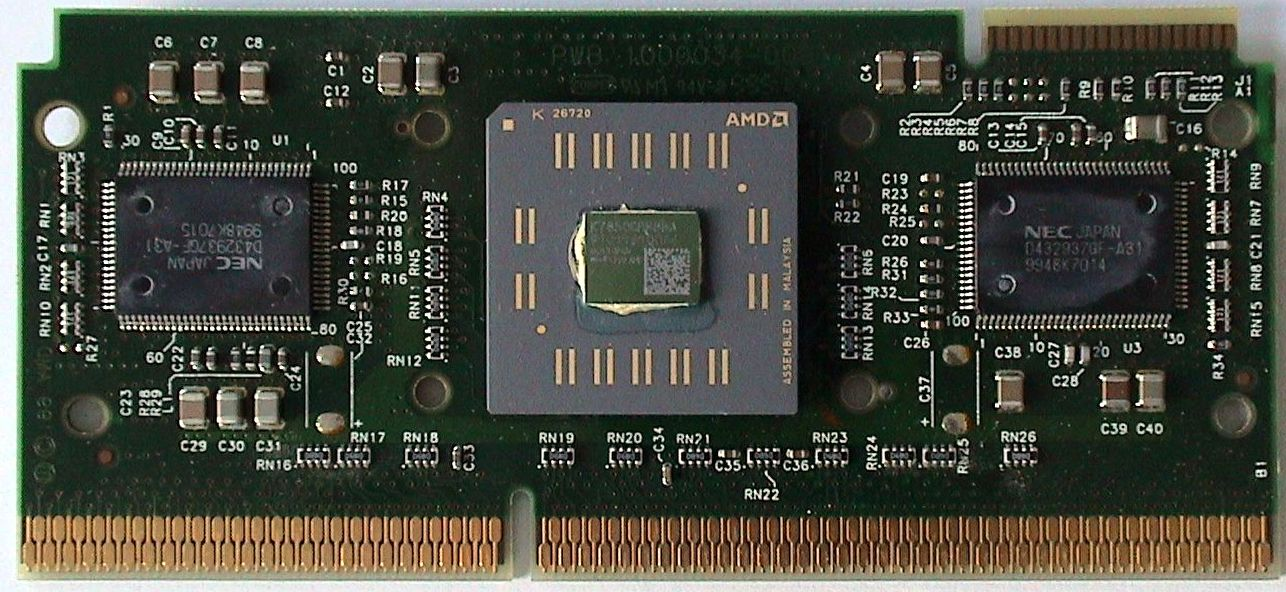
Processador sense encapsulat

Athlon és el nom clau utilitzat per designar la família de la setena generació de processadors AMD. Va ser llençat al mercat el 23 de juny de 1999, el seu nom fa referència a una de les seves virtuts: la competitivitat i potència.
L'arquitectura del Athlon obté el seu rendiment d'un potent bus de dades DEC Alpha EV6, amb DDR SDRAM, duplicant les característiques del seu predecessor, l'AMD K6 i superant el del seu principal competidor, Pentium III. La tecnologia a 180nm i 130nm van permetre obtenir uns consums mínims en aquesta gamma de processadors.
Un altre salt important respecte la sisena generació és la decodificació d'instruccions x86, que en aquest model es feia al ritme de 6 instruccions per temps de rellotge, i un renovat coprocessador per operacions en coma flotant FPU, un dels punts febles dels productes d'AMD fins al moment.
Dins d'aquesta família, podem trobar els següents components:
- Athlon Classic
- Thunderbird
- Athlon XP/MP
- Palomino
- Thoroughbred
- Barton / Thorton
- Mobile Athlon XP